# پنبه‌لی (گوینوجک)
پنبه‌لی (به ترکی استانبولی: Pembeli) یک منطقهٔ مسکونی در ترکیه است که در گوینوجک واقع شده‌است.